# Benjamin Zé Ondo
Pour les articles homonymes, voir Ondo (homonymie).
Benjamin Zé Ondo (né le 18 juin 1987 au Gabon) est un joueur de football international gabonais, qui évolue au poste de milieu gauche.
Il évolue avec le club de Mosta.

## Biographie

### Carrière en club
Benjamin Zé Ondo joue 14 matchs en première division algérienne, et 14 matchs en première division marocaine.
Il participe avec le club algérien de l'ES Sétif, à la Ligue des champions d'Afrique. Lors de cette compétition, il inscrit un but contre l'équipe tunisienne du Club sportif sfaxien en août 2014. Il remporte cette compétition quelques mois plus tard avec Sétif, en battant le club congolais de l'AS  Vita Club en finale.

### Carrière en sélection
Il reçoit sa première sélection en équipe du Gabon le 9 février 2011, en amical contre la RD Congo (défaite 2-0).
Il participe avec le Gabon à la Coupe d'Afrique des nations en 2015 et en 2017.

## Palmarès
| US Bitam - Championnat du Gabon (2) : - Champion : 2010 et 2013. - Coupe du Gabon (1) : - Vainqueur : 2010.              |  | ES Sétif \| - Championnat d'Algérie (1) : - Champion : 2014-15. - Supercoupe d'Algérie (1) : - Vainqueur : 2015. - Finaliste : 2013. \| \| - Ligue des champions de la CAF (1) : - Vainqueur : 2014. - Supercoupe de la CAF (1) : - Vainqueur : 2015. \| |  | Wydad Casablanca - Championnat du Maroc : - Vice-champion : 2015-16. |
| - Championnat d'Algérie (1) : - Champion : 2014-15. - Supercoupe d'Algérie (1) : - Vainqueur : 2015. - Finaliste : 2013. |  | - Ligue des champions de la CAF (1) : - Vainqueur : 2014. - Supercoupe de la CAF (1) : - Vainqueur : 2015. |  |                                                                      |